# Културни центар „Драинац” Блаце
Културни центар „Драинац” Блаце је једна од јавних установа и носилац културних и уметничких манифестација на територији општине Блаце.
У склопу Културног центра активни су Аматерско позориште - Театар 13 и фолклорни ансамбл КУД „Драинац”, као и секције Ликовна креативна радионица „Изрази себе” и Драмска секција „Креативни пут”. У оквиру Културног центра ствараоцима и посетиоцима је на располагању мултифункционална (биоскопска, позоришна) сала са око 500 седишта, са партером, балконом и пространом бином. Такође и хол као вишенаменски простор, погодан за одржавање трибина, саветовања, изложби, технички потпуно опремљен као галеријски простор. 

## Историјат
Као установа културе, основан је 1961. године одлуком Скупштине Општине Блаце и добио име „Раде Драинац”. До тада су као самосталне институције постојале библиотека, биоскоп „Јастребац” и аматерско културно уметничко друштво. Оснивањем Дома културе обједињен је рад свих ових до тада самосталних институција. Године 1981. године Дом културе преноси своје активности у новоизграђени објекат и под новим именом: Дом културе др Радивој Увалић–Бата. Од 2001. године Установа добија ново име које и данас носи.

## Активности културног центра
Културни центар је установа која је регистрована за обављање следећих делатности:
- остало образовање
- издавање часописа и периодично издавање
- остала издавачка делатност
- трговина на мало књигама у специјализованим продавницама
- медијско представљање
- спортско и рекреативно образовање
- уметничко образовање
- издавање књига
- помоћне образовне делатности
- делатност приказивања кинематографских дела
- стваралачке, уметничке и забавне делатности
- извођачке делатности
- друге уметничке делатности у оквиру извођачке уметности
- уметничко стваралаштво
- остале забавне делатности
- делатност музеја, галерија и збирки
- остало штампање
- трговина на мало музичким и видео записима у специјализованим продавницама
- изнајмљивање властитих или изнајмљених некретнина и управљање њима.

Културне и уметничке манифестације које задњих година центар организује јесу:
- промоције књига
- књижевне вечери
- салони књиге
- ликовне изложбе
- позоришне представе
- филмска уметност
- ликовна колонија
- међународни Ускршњи фестивал фолклора[5]

Културни центар „Драинац” као установа учествује и у организацији манифестација од општинског, регионалног и републичког значаја као што су:
- Драинчеви сусрети песника и књижевника
- Дани шљиве Блаце
- Републичка смотра рецитатора ученика основних и средњих школа
- Обележавање значајних датума и јубилеја
- Фестивал дечјег стваралаштва
- Фестивал образовања одраслих итд.